# Charlotte Hasselmann
Charlotte Hasselmann (* 26. April 1878 in Hadersleben, Provinz Schleswig-Holstein; † 30. September 1965 in Schauby; vollständiger Name: Marie Charlotte Hasselmann; Rufname „Lotte“) war eine dänische Malerin.

## Leben
Charlotte Hasselmann wurde 1878 in Haderslev in Nordschleswig als Tochter eines Sanitätsrates geboren. Sie war die Nichte des Hamburger Kunsthändlers Hulbe. Sie besuchte um 1910 die Staatliche Kunstgewerbeschule in Hamburg und studierte anschließend an der Berliner Kunstakademie bei Lovis Corinth. Danach studierte sie in Antwerpen, musste dies aber nach dem unerwarteten Tod ihres Vaters aus finanziellen Gründen abbrechen.
In Berlin legte sie die Lehramtsprüfung für Zeichenlehrerinnen ab und arbeitete in Liegnitz als Kunsterzieherin an der privaten höheren Töchterschule Koschmieder. Sie beteiligte sich an Ausstellungen in Liegnitz, Breslau, in Dresden im Sächsischen Kunstverein und in einzelnen Ausstellungen der Gruppe Dresdner Künstlerinnen.
1945 floh sie und wohnte bei ihrem Schwager Johannes Schmidt-Wodder auf Petersholm. Später zog sie nach Schauby auf der Halbinsel Loit, wo sie 1965 fast erblindet starb.

## Werk
Ihr frühes Werk war geprägt vom Impressionismus. Unter dem Einfluss von Lovis Corinth wandte sie sich dem Expressionismus zu. Ihre Werke galten in der Zeit des Nationalsozialismus als „entartet“.